# Riserva naturale per tigri di Dampa
La Riserva naturale per tigri di Dampa, la più estesa area protetta del Mizoram, in India, venne istituita ufficialmente nel 1985, sebbene tale area fosse sotto protezione già dal 1944. È situata nella parte occidentale dello Stato del Mizoram, lungo il confine con il Bangladesh, a circa 127 km da Aizawl. Ricopre un'area di circa 550 km² ad un'altitudine di 200 – 800 m e consiste in una serie di foreste inframmezzate da ripide colline, vallate profonde, torrenti e ruscelletti e depositi di sale naturali. Le foreste tropicali di Dampa offrono rifugio a flora e fauna molto ricche.

## Flora
La foresta è composta da varie specie, quali Dipterocarpus turbinatus, Dipterocarpus macrocarpus, Terminalia myriocarpa, Michelia champaca, Artocarpus chaplasha, Sterculia villosa, Pterospermum personatum, Toona ciliata, Chukrasia tabularis, Syzygium cumini, Adinia cordifolia ecc., oltre che da molte varietà di bambù, giunchi ed epifite.

## Fauna
Essa offre rifugio ad una grande varietà di specie animali, molte delle quali rare e in pericolo di estinzione.
Tra i mammiferi ricordiamo il reso (Macaca mulatta), vari colobini (Colobinae), il macaco a coda di porco settentrionale (Macaca leonina), il macaco orsino (Macaca arctoides), il gibbone hulock occidentale (Hoolock hoolock), il macaco dell'Assam (Macaca assamensis), il lori lento del Bengala (Nycticebus bengalensis), lo scoiattolo gigante nero (Ratufa bicolor), la tigre (Panthera tigris), il leopardo (Panthera pardus), l'elefante asiatico (Elephas maximus), il gaur (Bos gaurus), il sirau dell'Himalaya (Capricornis thar), il muntjak rosso settentrionale (Muntiacus vaginalis), il cinghiale (Sus scrofa), l'istrice dalla coda a spazzola asiatico (Atherurus macrourus), l'orso labiato (Melursus ursinus) e l'orso dal collare (Ursus thibetanus).
Tra gli uccelli il bucero maggiore (Buceros bicornis), il bucero bianconero orientale (Anthracoceros albirostris), lo speroniere grigio (Polyplectron bicalcaratum), il gallo comune (Gallus gallus), il serpentario crestato (Spilornis cheela), la tortora smeraldina (Chalcophaps indica) e la gracula religiosa comune (Gracula religiosa).
Tra i rettili, infine, il pitone moluro (Python molurus), il cobra reale (Ophiophagus hannah), alcuni varani (Varanidae) e la tartaruga di foresta asiatica (Manouria emys).